# میگل مورا گورنالس
میگل مورا گورنالس (اسپانیایی: Miguel Mora Gornals‎; ۱۱ سپتامبر ۱۹۳۶ – ۵ مهٔ ۲۰۱۲) دوچرخه‌سوار اهل اسپانیا بود. وی در بازی‌های المپیک تابستانی ۱۹۶۰ شرکت کرده است.